# Allan Cuthbertson
Allan Cuthbertson (Perth, 7 aprile 1920 – Londra, 8 febbraio 1988) è stato un attore australiano naturalizzato inglese.

## Biografia
Nato a Perth nell'Australia occidentale, figlio di Ernest e Isobel Ferguson, Cuthbertson si esibì, sin dalla tenera età, in teatro e in radio.
Durante la seconda guerra mondiale prestò servizio come tenente di volo con la RAAF, dal 6 dicembre 1941 al 1º luglio 1947, compreso il servizio con il 111° Air Sea Rescue Flight.
Cuthbertson arrivò in Gran Bretagna nel 1947 e poco dopo apparve in Romeo e Giulietta ai Boltons, nel ruolo di Romeo. Nel West End di Londra apparve nei panni di Laerte in Amleto, Aimwell in The Beaux Stratagem e di Octavius Robinson in Uomo e superuomo.
Sul grande schermo interpretò spesso ruoli di militare: fu il colonnello Henniker in Per una questione di principio (1954), accanto a David Niven, il capitano Eric Simpson in Whisky e gloria (1960), e il maggiore Baker in I cannoni di Navarone (1961), nuovamente al fianco di Niven. Fece anche una breve apparizione come ufficiale di stato maggiore in Birra ghiacciata ad Alessandria (1958). Nel 1962 interpretò un insegnante di scuola in L'anno crudele con Laurence Olivier.
Apparve quattro volte nella serie televisiva Agente speciale.
Cuthbertson aveva anche un talento per la commedia che lo portò al suo ruolo più noto, il colonnello Hall nell'episodio Il gourmet di Fawlty Towers della sitcom di successo Fawlty Towers (1975). Apparve in altre occasioni alla televisione britannica insieme a Tommy Cooper, Dick Emery e Frankie Howard in All Gas and Gaiters, Gioco pericoloso, UFO (nell'episodio Il triangolo quadrato) e Terry and June, e fu ospite regolare al The Morecambe & Wise Show dal 1973 al 1976.
Uno dei suoi ultimi ruoli sul palcoscenico fu in The Corn Is Green di Emlyn Williams all'Old Vic nel 1985.

## Vita privata
Cuthbertson è stato a lungo sposato con la dottoressa Gertrude Willner, una rifugiata della Cecoslovacchia occupata dai nazisti, che in origine era stata un avvocato ma divenne poi insegnante in Gran Bretagna.
I due avevano un figlio adottivo.
Al momento della sua morte Cuthbertson viveva a Surbiton, nel Surrey.

## Filmografia

### Cinema
- Per una questione di principio (Carrington V.C.), regia di Anthony Asquith (1954)
- Il segno del pericolo (Portrait of Alison), regia di Guy Green (1955)
- On Such a Night, regia di Anthony Asquith (1956)
- Doublecross, regia di Anthony Squire (1956)
- Cloak Without Dagger, regia di Joseph Sterling (1956)
- L'uomo che non è mai esistito (The Man Who Never Was), regia di Ronald Neame (1956)
- Donna da uccidere (Eyewitness), regia di Muriel Box (1956) - non accreditato
- Anastasia, regia di Anatole Litvak (1956) - non accreditato
- The Passionate Stranger, regia di Muriel Box (1957)
- Fuoco sullo Yangtse (Yangtse Incident: The Story of H.M.S. Amethyst), regia di Michael Anderson (1957)
- Il capitano soffre il mare (Barnacle Bill), regia di Charles Frend (1957)
- Benvenuto a Scotland Yard! (Law and Disorder), regia di Charles Crichton (1958)
- Birra ghiacciata ad Alessandria (Ice Cold in Alex), regia di J. Lee Thompson (1958)
- La battaglia segreta di Montgomery (I Was Monty's Double), regia di John Guillermin (1958)
- La strada dei quartieri alti (Room at the Top), regia di Jack Clayton (1959)
- The Crowning Touch, regia di David Eady (1959)
- Il fronte della violenza (Shake Hands with the Devil), regia di Michael Anderson (1959)
- Il discepolo del diavolo (The Devil's Disciple), regia di Alexander Mackendrick e Guy Hamilton (1959)
- Ombre sul Kilimanjaro (Killers of Kilimanjaro), regia di Richard Thorpe (1959)
- Frontiera a Nord-Ovest (North West Frontier), regia di J. Lee Thompson (1959)
- Gli strangolatori di Bombay (The Stranglers of Bombay), regia di Terence Fisher (1960)
- Whisky e gloria (Tunes of Glory), regia di Ronald Neame (1960)
- The Malpas Mystery, regia di Sidney Hayers (1960)
- Man at the Carlton Tower, regia di Robert Tronson (1961)
- I cannoni di Navarone (The Guns of Navarone), regia di J. Lee Thompson (1961)
- Un generale e mezzo (On the Double), regia di Melville Shavelson (1961)
- Solo for Sparrow, regia di Gordon Flemyng (1962)
- L'anno crudele (Term of Trial), regia di Peter Glenville (1962)
- The Boys, regia di Sidney J. Furie (1962)
- L'uomo che vinse la morte (The Brain), regia di Freddie Francis (1962) - non accreditato
- La signora sprint (The Fast Lady), regia di Ken Annakin (1962)
- Freud - Passioni segrete (Freud: The Secret Passion), regia di John Huston (1962)
- 9 ore per Rama (Nine Hours to Rama), regia di Mark Robson (1963)
- Un buon prezzo per morire (The Running Man), regia di Carol Reed (1963)
- Mani sulla luna (The Mouse on the Moon), regia di Richard Lester (1963)
- Tamahine, regia di Philip Leacock (1963)
- Bitter Harvest, regia di Peter Graham Scott (1963)
- Doppio gioco a Scotland Yard (The Informers), regia di Ken Annakin (1963)
- La settima alba (The 7th Dawn), regia di Lewis Gilbert (1964)
- Operazione Crossbow (Operation Crossbow), regia di Michael Anderson (1965)
- Flagrante adulterio (Life at the Top), regia di Ted Kotcheff (1965)
- Game for Three Losers, regia di Gerry O'Hara (1965)
- Combattenti della notte (Cast a Giant Shadow), regia di Melville Shavelson (1966)
- Press for Time, regia di Robert Asher (1966)
- La grande sfida a Scotland Yard (The Trygon Factor), regia di Cyril Frankel (1966)
- Quei fantastici pazzi volanti (Jules Verne's Rocket to the Moon), regia di Don Sharp (1967)
- Half a Sixpence, regia di George Sidney (1967)
- La forca può attendere (John Huston), regia di John Huston (1969)
- Galaxy Horror (The Body Stealers), regia di Gerry Levy (1969)
- Il capitano Nemo e la città sommersa (Captain Nemo and the Underwater City), regia di James Hill (1969)
- L'ultimo avventuriero (The Adventurers), regia di Lewis Gilbert (1969)
- Controfigura per un delitto (One More Time), regia di Jerry Lewis (1970)
- Sadismo (Performance), regia di Nicolas Roeg e Donald Cammell (1970)
- The Firechasers, regia di Sidney Hayers (1971)
- Terrore al London College (Assault), regia di Sidney Hayers (1971)
- Diamonds on Wheels, regia di Jerome Courtland (1974)
- The Outsider, regia di Tony Luraschi (1979)
- L'oca selvaggia colpisce ancora (The Sea Wolves), regia di Andrew V. McLaglen (1980)
- 2 sotto il divano (Hopscotch), regia di Ronald Neame (1980)
- Assassinio allo specchio (The Mirror Crack'd), regia di Guy Hamilton (1980)

### Televisione
- Assignment Foreign Legion – serie TV, episodio 1x13 (1956)
- Robin Hood (The Adventures of Robin Hood) – serie TV, episodio 2x27 (1957)
- I gialli di Edgar Wallace (The Edgar Wallace Mystery Theatre) – serie TV, 4 episodi (1960-1965)
- Missione segreta (Espionage) – serie TV, episodio 1x01 (1963)
- Attenti a quei due (The Persuaders!) – serie TV, episodio 1x12 (1971)
- Agatha Christie: 13 a tavola (Thirteen at Dinner), regia di Lou Antonio – film TV (1985)